# Westby (Lancashire)
Westby – przysiółek w Anglii, w Lancashire. Leży 8,8 km od miasta Blackpool, 31,3 km od miasta Lancaster i 317,3 km od Londynu. Westby jest wspomniana w Domesday Book (1086) jako Westbi.